# Quercus oxyodon
Espèce
Synonymes
- Cyclobalanopsis fargesii (Franch.) W.H.Zhang[2]
- Cyclobalanopsis lineata var. fargesii (Franch.) Schottky[2]
- Cyclobalanopsis oxyodon (Miq.) Oerst.[2]
- Quercus fargesii Franch.[2]
- Quercus glauca var. lineata Franch.[2]
- Quercus lineata var. fargesii (Franch.) Skan[2]
- Quercus oxyodon var. fargesii (Franch.) Rehder & E.H.Wilson[2]
- Quercus silicina var. orgyalis Hand.-Mazz.[2]

Quercus oxyodon est une espèce d'arbres du sous-genre Cyclobalanopsis. L'espèce est présente en Inde, au Népal, au Bhoutan, au Myanmar, en Chine et au Viêt Nam.

## Liste des variétés
Selon Tropicos (29 octobre 2018) :
- variété Quercus oxyodon var. fargesii (Franch.) Rehder & E.H. Wilson